# 금단 증상
금단 증상(禁斷症狀, 영어: withdrawal)이란 중독을 일으키는 약물을 쓰면 신경계에 변화가 일어나고 일정기간 이상 계속 쓰면 내성과 신체 의존성이 생기는데, 이때 약물 공급이 갑자기 중단되면 나타나는 몸과 마음의 변화를 말한다. 금단 현상과 같은 말이다.
긴장감과 감정적 불편감을 해소하기 위해 특정 약물을 갈망하는 상태인 심리적 의존과, 그 약물에 대한 내성이 생겨 약물을 중단하면 여러 가지 금단 증상까지 생기는 신체적 의존이 있다.
약물 남용은 의학적인 용도외에 약물을 상습적으로 사용하여 개인의 사회적 활동이 크게 저해 받는 상태를 말한다.
약물 의존과 약물 남용이 원인이다.
또한 도박, 게임 등 일정한 행동을 지나치게 하면 중독성을 가지는데, 이를 갑자기 끊을 때 나타나는 현상을 일컫기도 한다. 청소년의 인터넷 과다 사용이나 청 장년층에서 마라톤 등의 운동, 폭식, 섹스, 텔레비전 시청까지 포함하기도 한다.

## 중독 약물과 금단 증상
- 기호식품 계열
  - 카페인
  - 니코틴 : 신경과민, 우울증, 불안, 두통, 집중력 감소, 소화 장애, 불면증, 피로감, 긴장, 기침, 가래, 가려움증

- 암페타민 / 메스암페타민

- 대마계
  - 캐너비스

- 아편계
  - 모르핀
  - 헤로인

- 향 정신성 약물 : 진정제 / 수면제
  - 알코올 : 알코올 의존증, 자율신경 항진, 손떨림, 구역 및 구토, 불안, 망상 환각 환청, 수면장애, 경련, 정신운동성 초조
  - 바르비루트산염
  - 벤조디아제핀: 알프라졸람, 클로나제팜, 니메타제팜 등
  - 졸피뎀

- 기타
  - 본드 : 두통, 불안, 자극, 진전, 수면장애, 환경 오심 구토, 이명, 복시, 마비감, 복통, 경련발작
  - 부탄가스
  - 감기약 (코데인, 덱스트로메소르판)

- 환각유발제
  - 코카인
  - LSD
  - 펜사이클라딘
  - 기타 휘발성 용매

- 펜타닐, 메타돈 - 인공 합성제

## 행동 중독과 금단 증상
- 도박: 우울, 두통, 고혈압, 심장발작
- 운동: 우울, 불안, 피로, 소화불량, 불면
- 인터넷: 인터넷 중독 장애, 초조, 불안, 무기력
- 게임: 운동성 초조, 불안, 강박적 사고와 환상

## 같이 보기
- 약물 중독